# Evenimente pay-per-view din WWE
În fiecare lună, federația World Wrestling Entertainment organizează unul sau două evenimente pay-per-view (PPV). Fiecare eveniment are o durată de aproximativ trei ore și cuprinde între șase și doisprezece meciuri. 
Acest articol cuprinde o listă a principalelor evenimente pay-per-view precum și datele și locațiile lor de desfășurare.